# Аверьянова, Татьяна Витальевна
Татья́на Вита́льевна Аверья́нова (24 марта 1952, Балхаш, Карагандинская область, Казахская ССР, СССР — 6 февраля 2020, Москва, Россия) — советский и российский деятель органов внутренних дел, специалист в области методов судебно-экспертных исследований, юрист-криминалист. Доктор юридических наук (1994), профессор (1996). Заслуженный деятель науки Российской Федерации (2003). Генерал-майор полиции (2011).

## Биография
Родилась 24 марта 1952 в городе Балхаш, Карагандинской области Казахской ССР.
В 1975 окончила радиофизический факультет Горьковского государственного университета имени Н. И. Лобачевского по специальности «инженер-радиофизик». В 1985 окончила заочное отделение аспирантуры при Всесоюзный научно-исследовательский институт судебных экспертиз.
В 1988 во Всесоюзном научно-исследовательском институте судебных экспертиз Министерства юстиции СССР защитила кандидатскую диссертацию по теме «Теоретические и методические основы определения расстояния выстрела с учётом метеоусловий» (научный руководитель — профессор, доктор юридических наук, заслуженный юрист РСФСР Александр Романович Шляхов). В 1994 в Академии МВД России защитила докторскую диссертацию по теме «Методы судебно-экспертных исследований и тенденции их развития».
С 1975 по 1978 — работала в Горьковском Научно-исследовательском радиофизическом институте.
С 1978 по 1988 — работала в Центральной Горьковской научно-исследовательской лаборатории судебных экспертиз.
С 1988 по 1991 — профессор кафедры криминалистики Горьковской высшей школы милиции МВД СССР.
С 1995 по 1996 — профессор кафедры оперативно-розыскной деятельности Академии МВД России.
С 1996 по 1997 — начальник кафедры криминалистического обеспечения деятельности органов внутренних дел Академии МВД России.
С 1997 по 2004 — начальник кафедры управления органами расследования преступлений Академии управления МВД России.
С 2004 по 2012 — первый заместитель начальника Экспертно-криминалистического центра при МВД России. Полковник милиции.
Указом Президента Российской Федерации в 2011 присвоено специальное звание «генерал-майор полиции».
С 2012 по 2014 — заместитель начальника департамента по вопросам государственной службы Управления по вопросам государственной службы и кадров Администрации Президента Российской Федерации.
С 2014 по 2016 — профессор кафедры управления органами расследования преступлений Академии управления МВД России.
С 2016 по 2020 — профессор кафедры судебных экспертиз и криминалистики Российского государственного университета правосудия.
Т. В. Аверьянова — признанный специалист в области методов судебно-экспертных исследований, общей теории судебной экспертизы, проблем криминалистической техники и применения специальных познаний в судопроизводстве и оперативно-розыскной деятельности, законов развития экспертного и криминалистического знания. Член Экспертного совета МВД России по проблемам нормотворческой работы. Вице-президент «Палаты судебных экспертов имени Ю. Г. Корухова».
Скончалась 6 февраля 2020 в Москве после продолжительной болезни.

## Награды
Государственные
- Нагрудный знак «Почётный сотрудник МВД»
- Заслуженный деятель науки Российской Федерации (2003)
- Орден Почёта (2008)

Общественные
- Лауреат Национальной Премии общественного признания достижений женщин России «Олимпия» (2004)
- Лауреат премии «Честь и Доблесть» (2004)

## Труды
Автор более 170 работ, среди которых 8 монографий, 10 учебников (в соавторстве), 8 учебных пособий по криминалистике (в соавторстве).
- «Криминалистическое обеспечение деятельности криминальной милиции и органов предварительного расследования» (учебник, соавтор)
- «Криминалистика» (1999, 2001, 2006, соавтор и соредактор фундаментального учебника для всех юридических вузов страны)
- «Энциклопедии судебной экспертизы» (2000)
- «Эксперт» (2002, практического руководства для экспертов внутренних дел и юстиции)
- «Интеграция и дифференциация научных знаний как источники и основы новых методов судебных экспертиз» (1994, монография)
- «Судебная экспертиза. Курс общей теории» (2006, 2009)
- «Практическое руководство по производству судебных экспертиз для экспертов и специалистов», 2-е издание, переработанное и дополненное (2011, соавтор и соредактор)
- «Криминалистика», 4-е издание переработанное и дополненное (2013, соавтор, фундаментальный учебник для всех юридических вузов страны)